# La Minute nécessaire de monsieur Cyclopède
Pour les articles homonymes, voir Cyclopède.
La Minute nécessaire de monsieur Cyclopède est une émission de télévision humoristique française de Jean-Louis Fournier, en 98 épisodes d'une minute et présentée par Pierre Desproges, créée en 1982. Elle est diffusée du lundi au samedi à 20 h 30 sur FR3 durant deux années.
Parodiant la forme des leçons de choses ou de savoir-vivre, Pierre Desproges y immortalise sa formule « Étonnant, non ? », qui conclut chaque épisode. Pratiquant un humour absurde, il se joue des sujets, qu'ils soient sacrés, comme dans son « Rentabilisons la colère de Dieu », ou tabous, par son « fauteuil pour sourds et mal-entendants ».
Dominique Valadié fait partie de la distribution.
Au démarrage de l'émission, Desproges la présente en ces termes : « Notre objectif est de diviser la France en deux : les imbéciles qui n’aiment pas et les imbéciles qui aiment ».

## Titres des chroniques
Le titre de chacun des épisodes est une phrase à l'impératif présent, à la première personne du pluriel :
| Date de diffusion | Titre                                                                               |
| ----------------- | ----------------------------------------------------------------------------------- |
| 18 février 1983   | Abolissons l'anesthésie                                                             |
| 20 février 1984   | Admirons le charmeur de pommes de terre                                             |
| 15 décembre 1982  | Amusons-nous avec un être cher et un canon                                          |
| 30 mars 1983      | Apprenons à faire décoller une alsacienne                                           |
| 29 mars 1983      | Apprenons à pratiquer l'interruption volontaire de vieillesse                       |
| 12 décembre 1982  | Apprenons à reconnaître un communiste                                               |
| 4 décembre 1982   | Apprenons à vaincre la mort avec un marteau                                         |
| 2 avril 1983      | Asseyons un aveugle dans un fauteuil pour sourd                                     |
| 14 février 1983   | Authentifions quelques jocondes                                                     |
| 17 février 1984   | Autopsions la pucelle inflammable                                                   |
| 29 février 1984   | Bouffons du flic                                                                    |
| 28 février 1984   | Bouffons du lion                                                                    |
| 16 février 1984   | Censurons le rossignol                                                              |
| 24 février 1983   | Chassons le naturel pour savoir s'il revient                                        |
| 16 décembre 1982  | Chassons nos comédons avec tact                                                     |
| 25 février 1984   | Commémorons gaiement la mort de Pasteur                                             |
| 24 février 1984   | Commémorons n'importe quoi                                                          |
| 8 décembre 1982   | Compatissons aux misères humaines à peu de frais I                                  |
| 19 décembre 1982  | Compatissons aux misères humaines à peu de frais II                                 |
| 8 mars 1983       | Compatissons aux misères humaines à peu de frais III                                |
| 16 mars 1984      | Compatissons un peu aux misères des carrefours                                      |
| 17 février 1983   | Concubinons dans la trépidance avec une star du muet                                |
| 6 février 1984    | Décrispons la berrigoulaine                                                         |
| 8 mars 1984       | Défendons la veuve contre l'orphelin                                                |
| 19 février 1983   | Démoralisons une majorette                                                          |
| 5 mars 1984       | Départageons les ex aequo au hit parade des bienheureux                             |
| 18 mars 1983      | Dissolvons la monarchie absolue dans l'acide sulfurique                             |
| 1er mars 1983     | Égayons une veillée funèbre                                                         |
| 10 décembre 1982  | Embellissons un épouvantail                                                         |
| 22 février 1984   | Enterrons Jeanne d'Arc à La Garenne-Colombes                                        |
| 9 mars 1983       | Épanouissons notre libido à l'intérieur des liens sacrés du mariage                 |
| 10 mars 1984      | Esbaudissons-nous de la précocité de Mozart                                         |
| 13 mars 1984      | Essayons d'apprivoiser un fonctionnaire sauvage                                     |
| 13 février 1984   | Essayons de ne pas rire avant la fin d'Hamlet                                       |
| 9 mars 1984       | Essayons en vain de cacher notre antisémitisme                                      |
| 17 décembre 1982  | Essayons vainement de faire apparaître la Sainte Vierge                             |
| 4 mars 1983       | Étudions le cochon narquois                                                         |
| 16 février 1983   | Euthanasions un kamikaze                                                            |
| 26 mars 1983      | Évaluons le quotient intellectuel de Beethoven                                      |
| 15 février 1984   | Évitons d'importuner l'étrangleur                                                   |
| 21 février 1984   | Évitons de sombrer dans l'antinazisme primaire                                      |
| 3 mars 1983       | Évitons une mort grotesque au cœur de l'automne                                     |
| 23 février 1983   | Exultons dès potron-minet grâce à la science                                        |
| 13 décembre 1982  | Faisons exploser notre sensualité à peu de frais                                    |
| 25 mars 1983      | Faisons fondre une brute inhumaine avec un vieux flonflon                           |
| 7 mars 1983       | Faisons succomber une bougresse à l'impétuosité pétaradante de notre fringant amour |
| 1er avril 1983    | Humilions le chancelier Adolf Hitler                                                |
| 24 mars 1983      | Ignifugeons Louis XVI                                                               |
| 26 février 1983   | Inaugurons avec faste un bocal à poisson rouge                                      |
| 3 décembre 1982   | Insonorisons une andalouse                                                          |
| 16 mars 1983      | Inventons l'électricité (programmé mais probablement pas diffusé)                   |
| 11 mars 1983      | Jouons à colin-maillard avec un aveugle                                             |
| 19 mars 1983      | Jouons à la roulette russe avec un imbécile                                         |
| 1er décembre 1982 | Jouons à pince-académicien                                                          |
| 21 février 1983   | Jouons à saute-dictateur                                                            |
| 5 décembre 1982   | Livrons-nous à la débauche en pleine rue Jean-Jaurès                                |
| 14 décembre 1982  | Maitrisons un escargot forcené                                                      |
| 31 mars 1983      | Napoléons                                                                           |
| 2 mars 1984       | Observons le dégustateur d'obus                                                     |
| 7 février 1984    | Observons les jumeaux à la jumelle                                                  |
| 17 mars 1983      | Ouvrons les fenêtres - Premier volet                                                |
| 11 février 1984   | Petipatapons                                                                        |
| 25 février 1983   | Plongeons-nous dans la généalogie pontificale                                       |
| 14 février 1984   | Présentons Napoléon à Louis Armstrong                                               |
| 15 février 1983   | Raccrochons-nous désespérément au passé                                             |
| 12 mars 1984      | Raillons l'héroïsme                                                                 |
| 21 mars 1983      | Rappelons-nous le crépuscule du diable                                              |
| 6 mars 1984       | Remettons le petit prince à sa place                                                |
| 7 mars 1984       | Rendons hommage à Néfertitine                                                       |
| 6 décembre 1982   | Rendons hommage à Victor Hugo sans bouger les oreilles                              |
| 22 février 1983   | Rentabilisons la colère de Dieu                                                     |
| 28 février 1983   | Rentabilisons la minute de silence                                                  |
| 7 décembre 1982   | Rentabilisons un général de brigade entre-deux-guerres mondiales                    |
| 11 décembre 1982  | Rentabilisons une paimpolaise                                                       |
| 8 février 1984    | Respectons la beauté de la guerre en apprenant à reconnaître l'ennemi               |
| 14 mars 1984      | Restons assis sur rien                                                              |
| 14 mars 1983      | Retrouvons le fils caché de Tintin                                                  |
| 22 mars 1983      | Rompons notre solitude avec un marteau                                              |
| 18 décembre 1982  | Sachons cacher notre joie à l'enterrement d'un être cher                            |
| 10 mars 1983      | Sachons distinguer une balle à blanc d'une balle à noir                             |
| 9 décembre 1982   | Sachons distinguer une gardienne d'immeuble d'un oléoduc                            |
| 30 novembre 1982  | Sachons faire ronronner une secrétaire trilingue                                    |
| 23 février 1984   | Sachons planter les choux                                                           |
| 28 mars 1983      | Sachons reconnaître la joconde du jocond                                            |
| 9 février 1984    | Sachons reconnaître un centaure d'un percheron                                      |
| 1er mars 1984     | Souillons le souvenir d'un généralissime oublié                                     |
| 27 février 1984   | Tentons en vain d'isoler le virus de la peste                                       |
| 15 mars 1983      | Tirons les rois pour sauver la république                                           |
| 2 décembre 1982   | Touchons du doigt le fond de la misère humaine                                      |
| 15 mars 1984      | Transformons une grenouille en plombier charmant                                    |
| 18 février 1984   | Tuons le temps en attendant la mort                                                 |
| 29 novembre 1982  | Vérifions l'infaillibilité du pape                                                  |
| 5 mars 1983       | Vérifions le puritanisme de la reine Victoria                                       |
| 2 mars 1983       | Vérifions si sa sainteté est sérieuse comme un pape                                 |
| 3 mars 1984       | Visitons la foire aux cactus                                                        |
| 12 mars 1983      | Voyons si la Sainte Vierge est malpolie                                             |
| 23 mars 1983      | Voyons si sainte Blandine est cancérigène                                           |
| 10 février 1984   | Voyons voir si Superman ne serait pas un peu métèque sur les bords                  |

## Publications
- Pierre Desproges, La Minute nécessaire de monsieur Cyclopède (sélection de textes de sketches), Paris, Seuil, 1995, 157 p. (ISBN 2-02-026093-X) ; rééd. en poche dans la coll. « Points » (no 348), 1997, 159 p.  (ISBN 2-02-031427-4) et 2016, 165 p.  (ISBN 978-2-7578-6354-1).
- Jean-Louis Fournier (réal.) et Pierre Desproges (aut.), L'Indispensable Encyclopédie de Monsieur Cyclopède (émission diffusée sur Canal+ le 3 juillet 2001, contenant l'intégrale des sketchs, présentée par Thierry Gibault), StudioCanal, 2000, DVD, 2 h 22 min (EAN 3339161275499, ASIN B000056EJP) et 2 VHS, 58 min et 1 h 28 min  (EAN 3339161275505 et 3339161275581) (ASIN B000056EJQ et B000056CSJ).